# Malin Gyllenkrok
Magdalena "Malin" Beata Gyllenkrok, född Fock 11 januari 1788 i Stockholm, död 8 december 1862 i Lund, var en svensk friherrinna, författare och filantrop. 
1840 grundade hon och hennes make Axel Gustaf Gyllenkrok Räddningsinstitutet för gossar på Råby utanför Lund. Under stora delar av sitt liv ägnade sig makarna Gyllenkrok åt välgörenhet och socialt arbete. 
Hon var ordförande i välgörenhetsflickskolan Fruntimmersdirektion i Lund 1836–1862.
1814–1819 författade Gyllenkrok en släktkrönika, där Gyllenkrok på svenska, franska och tyska skrev om sitt sociala liv.
Efter Magdalena Beata Gyllenkroks död stiftade maken Axel Gustaf Gyllenkrok Malin Gyllenkroks vårdanstalt för fattiga och värnlösa flickor i hennes namn. Anstalten lades ned 1925. I Lund finns det en gata uppkallad efter Magdalena Gyllenkrok, Malin Gyllenkroks väg, belägen nära Råby gård utanför Lund. 
Makarna Gyllenkrok är begravda på Igelösa kyrkogård.